# Archeologické transformace

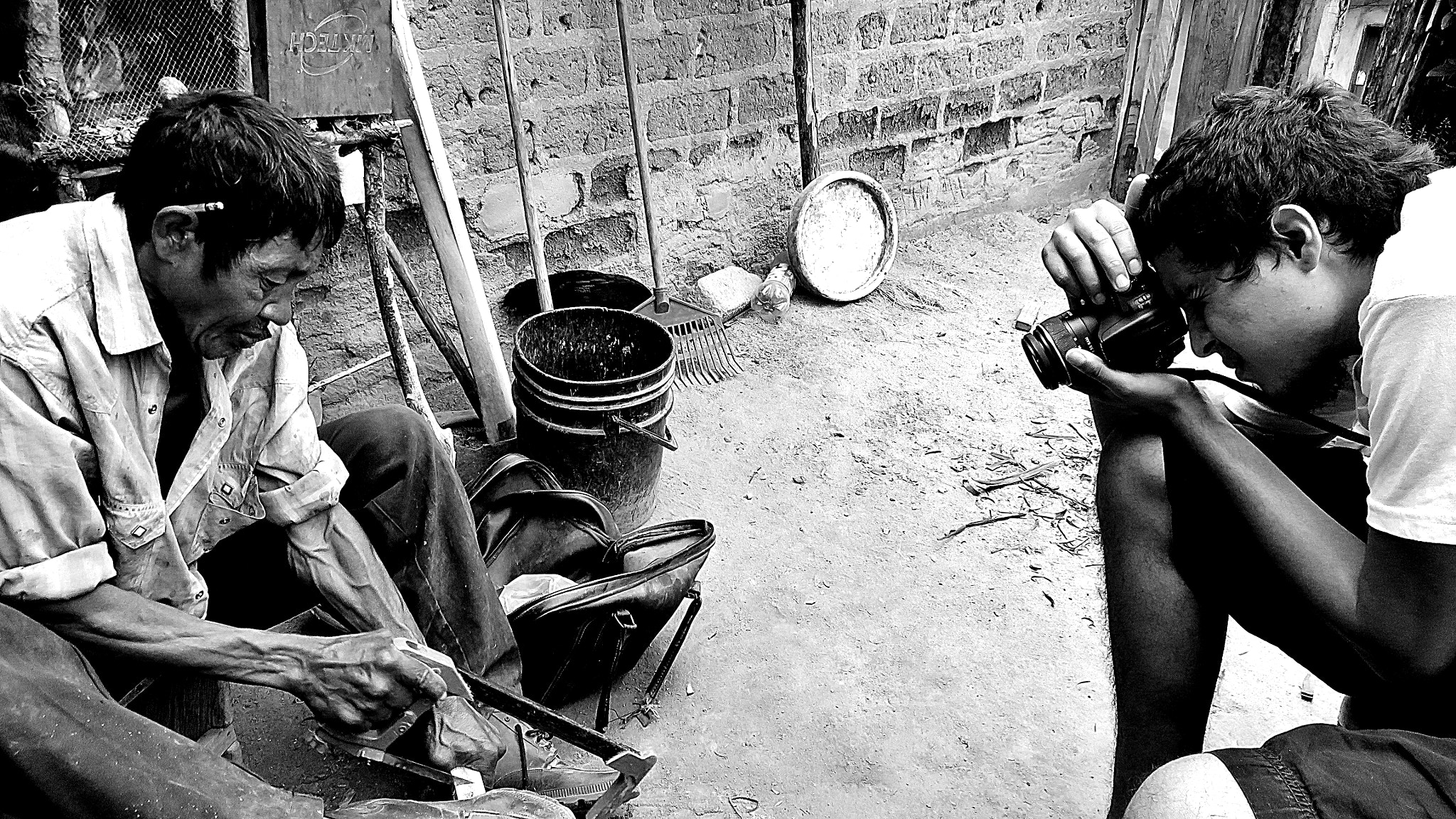
Archeologie nemůže pozorovat artefakty plnící svůj účel v živé kultuře

Archeologické transformace jsou procesy, které doprovázejí vznik archeologických pramenů. Postihují jak předměty, které ještě slouží svému účelu (transformací je i opotřebení nástroje), tak i ty odložené. Archeologové se transformacemi zabývají teprve od poloviny 20. století.
Působením archeologických transformací se mění kvalita i kvantita archeologických pramenů a ztrácí se velké množství informací. Z toho důvodu jsou archeologické prameny takzvaně „mrtvé“ a nevypovídají o životě v minulosti přímočaře. Artefakty či ekofakty je proto potřeba hodnotit pomocí archeologické metody, která může být nazývána inverzní transformací; to znamená, že usiluje o zpětné zachycení transformacemi zastřených informací a o pochopení živé lidské kultury v minulosti. To však nikdy není možné provést v úplnosti.  

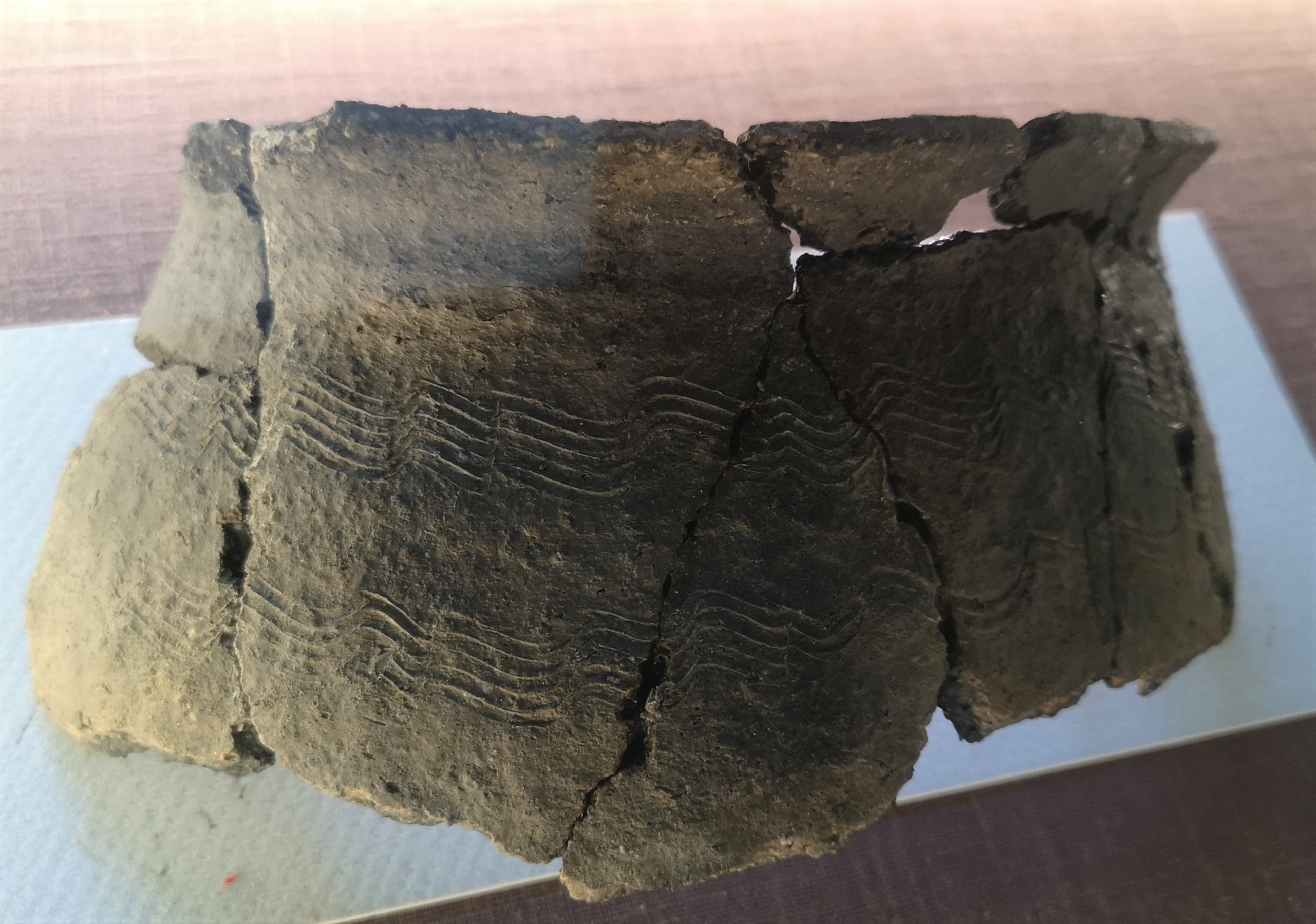
Z nádob je často zachycena jen část

## Kvalitativní transformace
Nejzřetelnější jsou tzv. zánikové transformace, doprovázející vydělování předmětů z původní živé kultury. Často jsou tyto procesy nazývány také jako archeologizace. Zaniká účel artefaktů, může dojít k jejich ztrátě nebo odložení, ale i poškození či rozbití.   
Velmi časté jsou polohové transformace – procesy, kterými jsou archeologické prameny přesunuty na místo odlišné od místa jejich původního účelu. Tyto transformace mohou probíhat vlivem přírodních sil – například když jsou artefakty či ekofakty přemístěny spolu se zeminou silnou erozí či povodněmi – ale i vlivem lidské činnosti. Lidé mohou změny polohy způsobovat záměrně (odnesení střepů rozbitého talíře na smetiště) i nezáměrně (přemístění zeminy s artefakty při výstavbě). Polohové transformace mohou vést ke vzniku intruze, tedy k přemístění artefaktu do vrstev odlišného stáří.   
Formální transformace mění podobu artefaktů a ekofaktů. Typický je rozpad keramických nádob na střepy, poškození kovových předmětů korozí nebo narušení nemovitých archeologických památek orbou.  

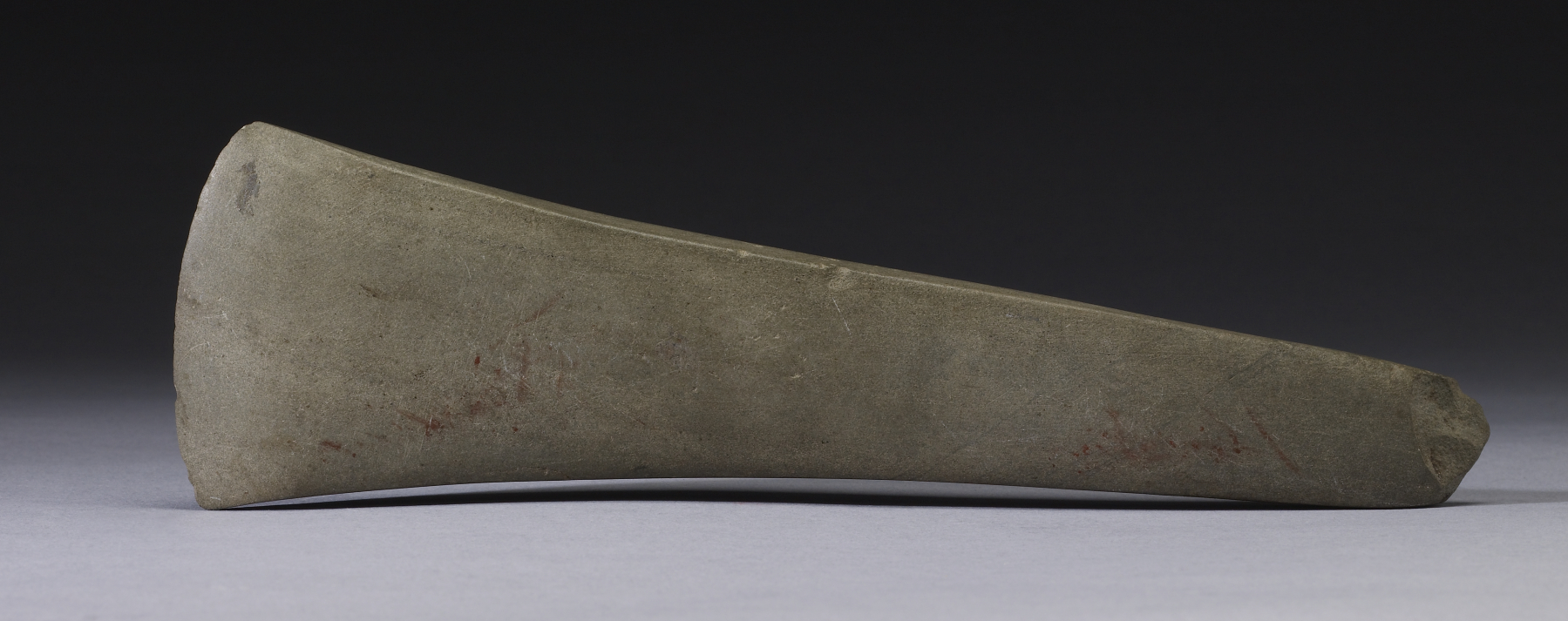
Kamenná teslice se dochovala, dřevěné topůrko již nikoliv

## Kvantitativní transformace
Archeologické transformace způsobují nejen značný úbytek archeologických pramenů, ale také změny v poměru mezi nimi. Artefakty a ekofakty, které se z minulosti dochovávají, tvoří jen asi 5% původního množství předmětů. Přitom však nemusí zanikat pouze obuv nebo proutěný koš, ale v případě nepříznivých podmínek například i celé sídliště. Míra dochování je závislá na materiálu, z něhož je předmět vyroben, na prostředí, v němž je uložen, i na čase. Zániku nejsnáze podléhají organické materiály. K jejich dochování je potřeba existence speciálních podmínek, např. značné vlhko nebo naopak extrémní sucho. Mimo taková specifická prostředí se dřevěné, kožené či textilní artefakty téměř nenalézají. 
Keramika, kámen či kov jsou vůči rozkladu mnohem odolnější. Avšak i předměty z těchto materiálů se obvykle rozpadají na větší či menší množství zlomků. Většinou se pak tyto fragmenty nedochovají všechny, ale část jich zcela zanikne nebo je přemístěna polohovými transformacemi, a to i do značné vzdálenosti. V případě archeologického výzkumu, který mívá jen omezený rozsah, tak nemohou být zachyceny všechny fragmenty z určité nádoby, ale jen jejich část. 
Změny poměru mezi jednotlivými artefatky či ekofakty jsou způsobeny zejména jejich odlišnou životností. Například v případě, že obytný dům je trvanlivější stavbou než přístřešek na dříví, postaví jeden člověk během svého života pouze jeden dům, ale šest přístřešků. Ačkoliv stojí v jednom okamžiku vždy jen jeden dům a jeden přístřešek, při výzkumu je nalezen dům i všech šest příštřešků současně. Tento zkreslený obraz je nutné řešit právě pomocí archeologické metody.